# Marvin Camras
Marvin Camras (Chicago, 1916 — Evanston, 1995) foi um engenheiro eletrônico estadunidense.